# Ramat Trump
Ramat Trump (hebrejsky רמת טראמפ‎, doslova Trumpova Výšina, podle amerického prezidenta, anglicky občas uváděno též jako Trump Heights) je plánovaná izraelská osada na Golanských výšinách v oblastní radě Golan, pojmenovaná na počest Donalda Trumpa.

## Geografie
Nacházet se má na náhorní plošině v severní části Golanských výšin v nadmořské výšce přibližně 670 m, 40 km severovýchodně od města Tiberias, 80 km severovýchodně od Haify a 150 km severovýchodně od centra Tel Avivu. Plochý, odlesněný terén se tu svažuje západním směrem, do údolí řeky Jordán. Severně od plánované vesnice se do terénu zařezává údolí vodního toku Nachal Orvim.
Vesnice Ramat Trump má být na dopravní síť napojena pomocí lokální silnice číslo 959, která prochází jižně odtud. Po západním okraji zároveň probíhá takzvaná Ropná silnice.

## Dějiny
Od roku 2018 se začalo v Izraeli mluvit o možnosti, že by Spojené státy americké mohly uznat anexi Golanských výšin z roku 1981, kterou jinak mezinárodní společenství neuznalo. 25. března 2019 pak skutečně Donald Trump formou prezidentského výnosu uznal Golany za suverénní území Izraele. Izraelská vláda zahájila na jaře 2019 přípravy vzniku nové osady na Golanských výšinách, která měla svým názvem ocenit proizraelskou politiku amerického prezidenta. V červnu 2019 bylo vybráno oficiální jméno budoucího obytného souboru. V témže měsíci se pak konal i ceremoniál přímo na místě, za účasti předsedy vlády Benjamina Netanjahua i velvyslance USA v Izraeli Davida Friedmana.
Zamýšlená nová osada byla situována do lokality, kde od počátku 90. let stál malý sídelní útvar zvaný Bruchim, který byl administrativně součástí osady Kela Alon. Zatímco Kela Alon se na počátku 21. století díky nové výstavbě posunula do nově zbudovaného urbanistického celku několik set metrů západně odtud, starší zástavba v Bruchim prodělávala vleklý úpadek. Na místě stagnující provizorní zástavby tak měla podle rozhodnutí vlády vzniknout nová osada, nazvaná podle Donalda Trumpa.
Podle informací z jara 2019 se zde při využití stávajících, již schválených územních plánů pro původní osadu Bruchim, mohlo v první fázi přikročit k výstavbě 110 domů. Obyvatelé osady Kela Alon zpočátku proti záměru nové výstavby protestovali, protože se domnívali, že k ní má dojít přímo v prostoru jejich osady, nikoliv v periferní, zpola opuštěné východní části osady. V srpnu 2019 odsouhlasila výstavbu Ramat Trump i Národní rada pro plánování výstavbu, která konstatovala, že lokalita je vhodná pro stavební využití.